# X (banda)
X (también conocidos como X the Band) es una banda estadounidense de punk rock formada en Los Ángeles, California en 1977. Sus miembros originales fueron la cantante Exene Cervenka, el bajista John Doe, el guitarrista Billy Zoom y el batería DJ Bonebrake. Han lanzado siete álbumes de estudio desde 1980 hasta 1993. Tras un periodo de inactividad durante los mediados de los años 1990, la banda se reunió a comienzos de los años 2000.
La banda logró un cierto éxito, pero son considerados como una de las bandas más reverenciadas del punk rock y, para algunos críticos, una de las mejores bandas de rock. X recibió un certificado oficial de reconocimiento por parte de la ciudad de Los Ángeles por su contribución a la música y la cultura de Los Ángeles, su ciudad natal. También influyeron en varios géneros musicales, como el punk rock y el folk rock.
En 2004, los dos primeros álbumes de estudio de X, Los Angeles y Wild Gift, aparecieron en la revista Rolling Stone entre los 500 mejores álbumes de todos los tiempos. Los Angeles también apareció en el puesto 91 de los cien álbumes más importantes de los años 1980 por Pitchfork.

## Discografía
- 1980 - Los Angeles
- 1981 - Wild Gift
- 1982 - Under the Big Black Sun
- 1983 - More Fun in the New World
- 1985 - Ain't Love Grand!
- 1987 - See How We Are
- 1988 - Live at the Whisky a Go-Go (Live)
- 1993 - Hey Zeus!
- 1995 - Unclogged (Live)
- 1997 - Beyond and Back: The X Anthology
- 2004 - The Best: Make the Music Go Bang![1]
- 2005 - X - Live In Los Angeles
- 2009 - Merry Xmas From X
- 2020 - ALPHABETLAND

## Filmografía
- 1981 - The Decline of Western Civilization
- 1981 - Urgh! A Music War
- 1986 - X The Unheard Music
- 2003 - Mayor of the Sunset Strip
- 2005 - X - Live in Los Angeles